# 3C busz (Balassagyarmat)
A balassagyarmati 3C jelzésű autóbusz A járat a 3-as busz betétjárata volt, a Ruhagyár és a Kábelgyár között közlekedett. A járatot a városi önkormányzat megrendelésére a Volánbusz üzemeltette.

## Története
A járat korábban 3-as jelzéssel közlekedett, a 2012-es menetrendváltással kapta meg a 3C viszonylatjelzést. A járat nem szerepel a 2025. március 15.-től érvényes menetrendben.
1. ↑  Balassagyarmat város helyi járati menetrendje (magyar nyelven) (DOC). Nógrád Volán, 2009. július 1. [2009. július 17-i dátummal az eredetiből archiválva]. (Hozzáférés: 2017. január 15.)
2. ↑  Balassagyarmat város helyi járati menetrendje (magyar nyelven) (PDF). Közszolgáltatási szerződés pp. 13. Nógrád Volán, 2012. január 7. (Hozzáférés: 2017. január 15.)
3. ↑  Balassagyarmat - Menetrendek (magyar nyelven). Volánbusz. (Hozzáférés: 2025. augusztus 1.)

## Járművek
A vonalon egy darab alacsony belépésű Alfa Localo közlekedik.

## Útvonala
| Kábelgyár felé |
| --- |
| Ruhagyár – Horváth Endre utca – Mártírok útja – Nyírjesi út – Május 1. utca – Huszár Aladár utca – Május 1. utca – Leningen Károly utca – Kossuth Lajos út – Benczúr Gyula utca – Bajcsy-Zsilinszky utca – Civitas Fortissima tér – Rákóczi fejedelem út – Kóvári út – Ipari park – Kábelgyár |

## Megállóhelyei
| 3C (Ruhagyár – Kábelgyár) |                           |                                                   |                                                              |
| Perc (↓)                  | Megállóhely               | Megállóhelyet érintő járatok                      | Fontosabb létesítmények                                      |
| 0                         | Ruhagyár                  | 2, 2C, 3, 3C, 6, 6A, 7, 7B, 8, 9, 9A, 9B, 3314    | An-Ro Ruha Kft.                                              |
| 1                         | Erdőgazdaság              | 2, 2C, 3, 3C, 6, 6A, 7, 7B, 8, 9, 9A, 9B, 3314    |                                                              |
| 2                         | Mártírok útja             | 2, 2C, 3, 3C, 6, 7, 7B, 8, 9, 9A, 9B, 3314        |                                                              |
| 3                         | Nyírjesi úti óvoda        | 2, 2C, 3, 3C, 6, 7, 7B, 8, 9, 9A, 9B, 3314        | Játékvár Óvoda                                               |
| 4                         | Jeszenszky utca           | 3, 3B, 3C, 6, 7, 7A, 7D, 8, 8A, 8C, 9, 9A, 9B     |                                                              |
| 5                         | Szabó Lőrinc iskola       | 3, 3B, 3C, 5B, 6, 7, 7A, 7D, 8, 8A, 8C, 9, 9A, 9B | Szabó Lőrinc Általános Iskola                                |
| 6                         | Huszár Aladár úti forduló | 3, 3C, 6, 7, 7A                                   |                                                              |
| 7                         | Jeszenszky utca           | 3, 3B, 3C, 6, 7, 7A, 7D, 8, 8A, 8C, 9, 9A, 9B     |                                                              |
| 8                         | Kis posta                 | 2, 2C, 3, 3B, 3C, 7, 7A, 7B, 7D, 3314             | Balassagyarmat 2. sz. posta                                  |
| 10                        | Vasútállomás              | 1, 1C, 2, 2C, 3, 3B, 3C, 9, 9A S750 S780 S790     | Balassagyarmat                                               |
| 11                        | Malom                     | 1C, 3, 3C, 4, 6, 6A, 7, 7B, 8, 9, 9A, 9B          |                                                              |
| 12                        | Nagyliget                 | 3, 3C, 4, 9A                                      | Nagyligeti Sporttelep, Közép-Duna-völgyi Vízügyi Igazgatóság |
| 13                        | Fémipari Vállalat         | 3, 3C, 4, 9A                                      | Nagyligeti Sporttelep                                        |
| 14                        | Kábelgyár                 | 3, 3C, 4, 9A                                      | Prysmian Kábelgyár, Delta-Tech Mérnöki Iroda                 |

## Külső hivatkozások
- A Nógrád Volán weboldala. [2014. december 30-i dátummal az eredetiből archiválva].
- Valósidejű utastájékoztatás. Nógrád Volán. [2018. augusztus 21-i dátummal az eredetiből archiválva]. (Hozzáférés: 2018. augusztus 21.)
- Balassagyarmat - Menetrendek (magyar nyelven). Volánbusz. (Hozzáférés: 2025. augusztus 1.)